# Management à distance
Le management à distance est un mode de management  qui s'applique aux équipes virtuelles — équipes dispersées géographiquement — et aux pseudo-équipes telles que les équipes commerciales et  qui s'effectue sans rencontre physique ni réunion du manager avec les membres de l'équipe, celui-ci en étant éloigné géographiquement.
Il est permis par la disponibilité d'outils de collaboration à distance efficaces.
Il s'oppose au management de proximité.